# Hilarempis xanthocera
Hilarempis xanthocera är en tvåvingeart som beskrevs av Mario Bezzi 1905. Hilarempis xanthocera ingår i släktet Hilarempis och familjen dansflugor. Inga underarter finns listade i Catalogue of Life.